# Джордж Макреді
Джордж Пібоді Макреді-молодший (англ. George Peabody Macready, Jr.; 29 серпня 1899 — 2 липня 1973) — американський актор театру, кіно і телебачення, найбільш відомий своїми ролями лиходіїв у фільмах 1940-1950-х років.
Один із тих характерних акторів, який краще за інших умів передати відчуття загрози, Макреді за час своєї кар'єри, що охопила чотири десятиліття, зіграв більш ніж у 60 художніх фільмах, 100 театральних постановках та 250 епізодах телесеріалів. Свої найбільш значущі ролі в кіно Макреді виконав у фільмах нуар «Мене звуть Джулія Росс" (1945), «Гільда» (1946), «Великий годинник» (1948), «Постукайте в будь-які двері» (1949) та «Детективна історія» (1951), а також антивоєнної драми Стенлі Кубрика «Шляхи слави» (1957).

## Вибрана фільмографія
- 1946 — Гільда / Gilda
- 1953 — Юлій Цезар / Julius Caesar
- 1964 — Сім днів у травні / Seven Days in May
- 1965 — Великі перегони / The Great Race
- 1970 — Тора! Тора! Тора! / Tora! Tora! Tora!